# 슈니첼

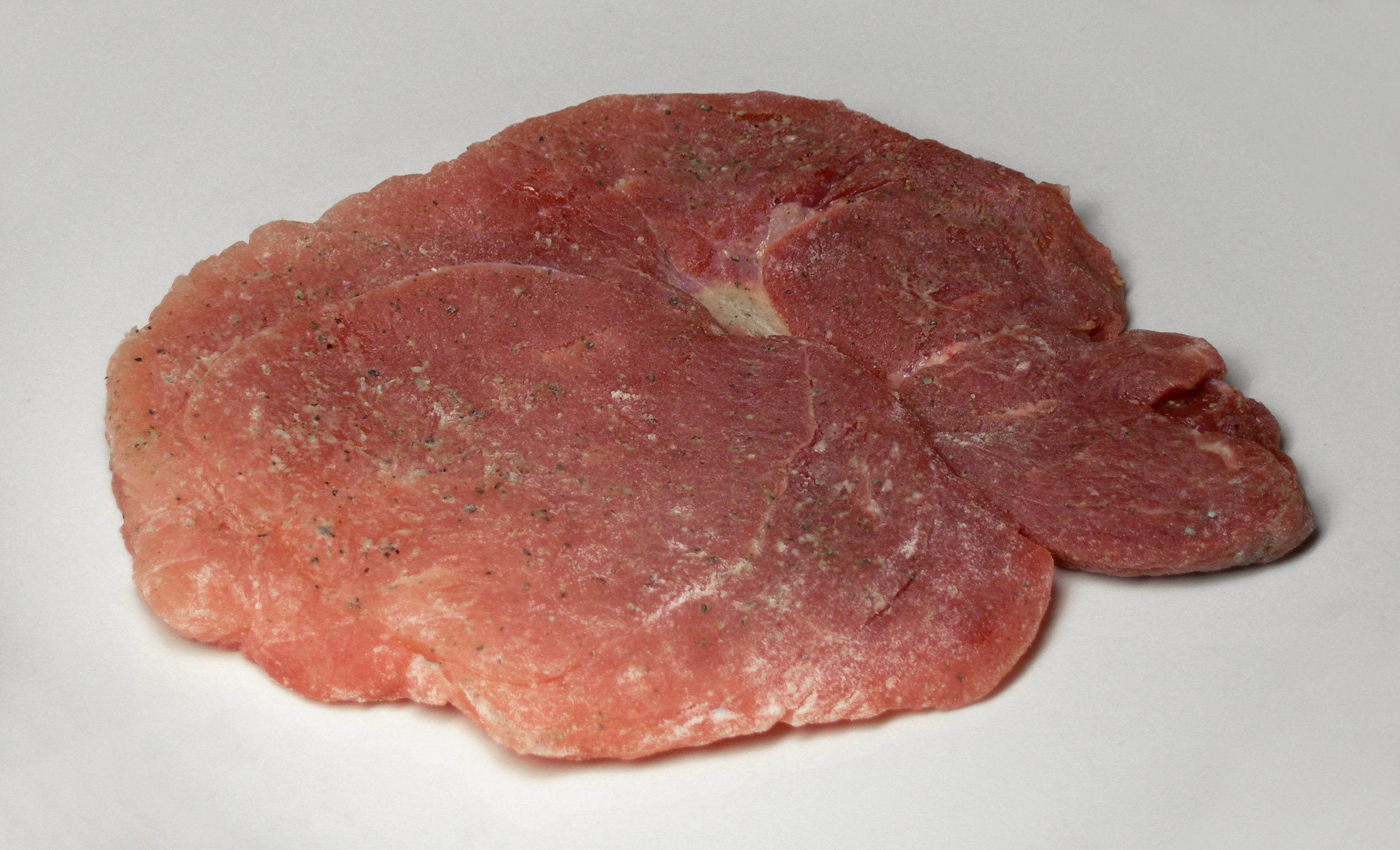
돼지고기 슈니첼

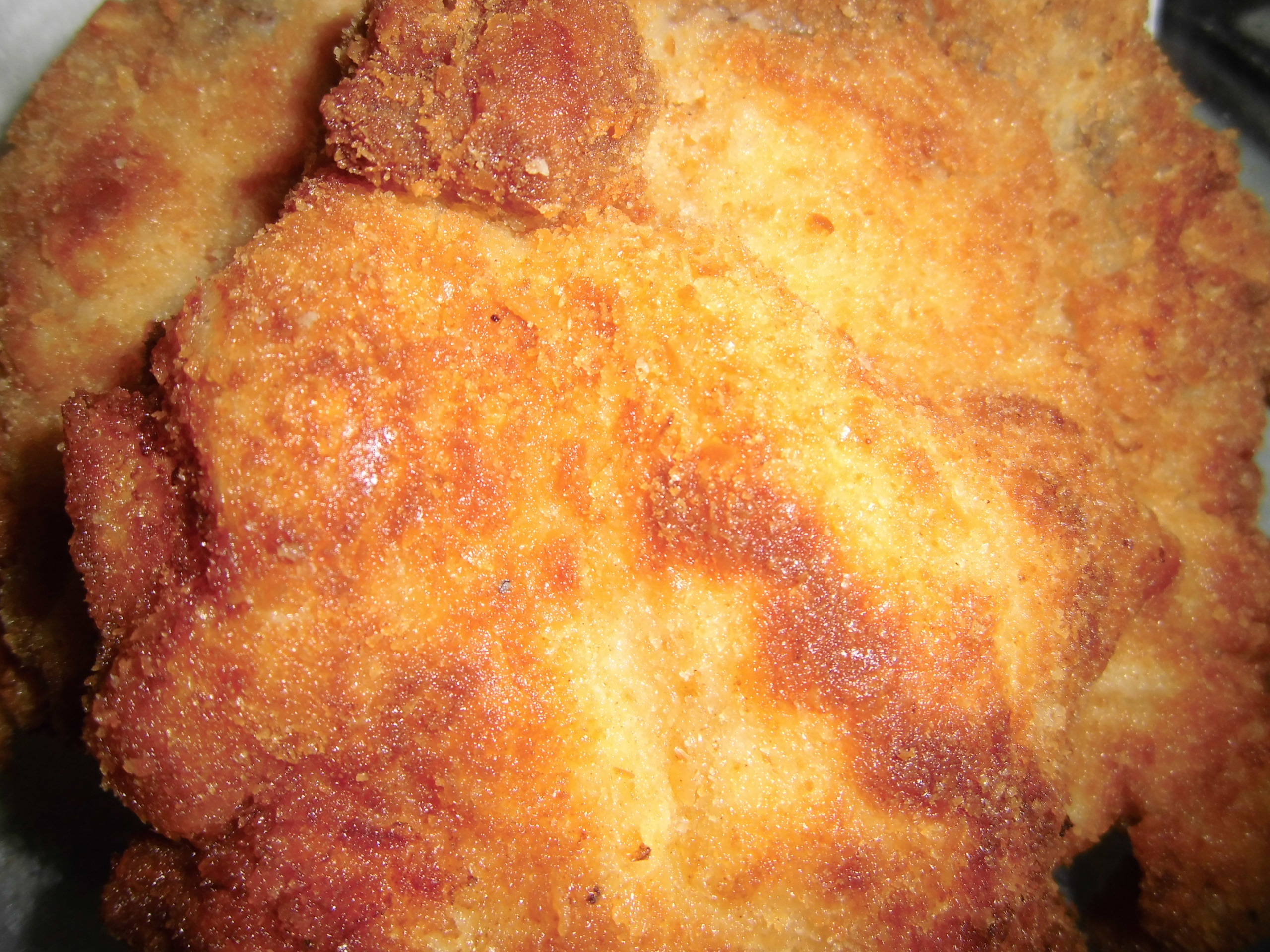
튀김옷을 입혀 튀겨낸 슈니첼

슈니첼(독일어: Schnitzel)은 독일어권에서 고기망치 등으로 얇게 두드려 편 고기를 일컫는 말이다. 보통 튀김옷을 입혀 기름에 튀겨 먹는다.
독일어권 밖에서는 비너 슈니첼과 같이 튀김옷 커틀릿 형태로 튀겨낸 슈니첼 요리를 일컫는 경우가 많다. 송아지고기, 양고기, 닭고기, 쇠고기, 칠면조고기, 돼지고기 등 다양한 고기를 재료로 사용하며, 프랑스 요리인 에스칼로프와 유사한 형태를 갖고 있다.
이름의 유래는 '음식을 얇게 썬 조각'라는 의미의 중세 고지 독일어의 단어인 Sniz에서 파생된 Snitzel이며, 19세기 비너 슈니첼이 대중적으로 펴지며 본격적으로 자리잡았다.
슈니첼은 사용하는 재료에 따라서 송아지 고기로 만든 슈니첼 이외에도 돼지고기로 만든 슈바인슈니첼, 닭고기로 만든 후너슈니첼 등 다양한 갈래로 나뉜다.

## 전파·갈래
처음 오스트리아 지역에서 발생한 음식인 ‘슈니첼’은 프랑스로 전파되어 포크 커틀릿(Pork Cutlet)이라는 요리가 되었다.
또한 호주에서는 슈니첼에 모짜렐라 치즈와 여러 가지 토핑을 얹고 다시 한번 오븐에서 구워내는 파르마(Parma)를 펍 메뉴에서 많이 볼 수 있다. 원래는 팬 프라잉으로 구워낸 얇은 고기 위에 토핑을 얹는 이탈리아 요리 파르미챠나(Parmigiana)에서 온 건데, 호주에서는 두툼한 슈니첼에 토핑을 얹는 방식으로 변형되었다. 또한 변종으로 프랑스 요리인 코르동 블뢰를 슈니첼 스타일로 납작하게 만들어 부쳐먹는 슈니첼 코르동 블뢰 등이 있다.

## 어울리는 음식
슈니첼의 가장 대표적인 갈래인 비너 슈니첼(Wiener Schnitzel)의 경우 돈가스와 달리 소스는 없고, 소스 대신 짜서 뿌려먹으라고 레몬 조각을 하나 얹어준다. 소스가 없기 때문에 다른 슈니첼에 비해 퍽퍽한 편이다. 술이나 다른 메뉴를 시켜서 곁들여 먹으면 퍽퍽함이 덜해진다. 따라서 슈니첼 같이 음식의 질감이 있고 고기의 두께가 두꺼운 육류 요리는 생선 요리에 어울리는 백포도주 보다는 적포도주 등과 함께 먹는 것이 좋다.
포도주의 알코올 발생과정에서 폴리페놀이라는 물질이 생성되는데, 이 물질은 우리 몸에서 각종 세포를 파괴하고 노화를 촉진하는 활성산소의 작용을 억제해줄 뿐 아니라 항암작용이 있는 것으로 밝혀졌다. 식사와 함께 마시는 한잔의 적포도주는 뇌혈관의 노폐물을 제거, 뇌혈관을 튼튼하게 해 주어 동맥경화나 고혈압, 뇌혈관 질환을 예방해 줄 수 있는 훌륭한 건강보조식품이라고 할 수 있다. 기름기가 많은 고기요리를 먹으면서 적포도주를 한 두 잔 마시게 되면 고기를 먹을 때 느낄 수 있는 느끼함을 덜어 줄 수 있다.

## 효능

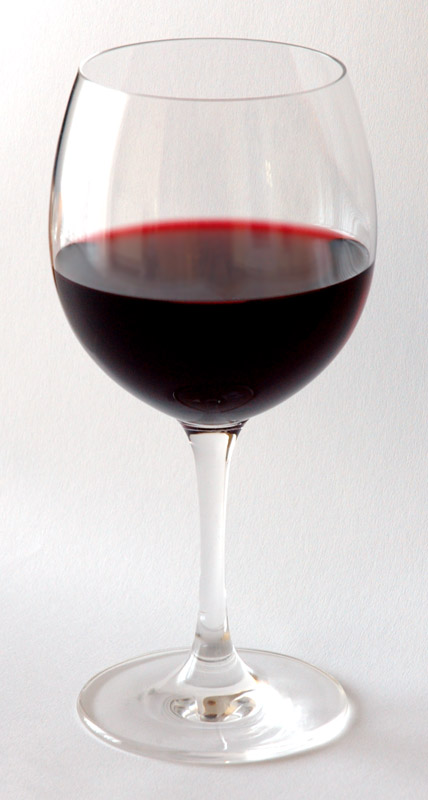
슈니첼과 어울리는 적포도주

슈니첼의 주 재료가 되는 송아지 고기의 경우에는 단백질과 리진, 트레오닌, 발린, 메티로닌, 로이신 등 필수 아미노산과 올레인산, 팔미틴산, 리놀산 등 지방산과 각종 비타민(A,B1,B2,PP), 칼슘, 유황, 인 철 등 광물질이 다량 함유되어 있다. 또한 송아지 고기 못지 않게 많이 사용되는 재료인 돼지고기의 경우에도 체내 중금속 배출, 피로회복, 철분에 의한 빈혈 예방, 불포화지방산에 의한 동맥경화 예방 등 다양한 효능을 가지고 있다. 또한 소스로 곁들여 먹는 버섯, 레몬, 토마토 등이 주재료인 고기와 곁들여져 영양적인 균형을 이루게 도와준다. 거기에 더해 슈니첼과 조합이 좋은 적포도주의 효능에 대해서는 이미 앞의 ‘어울리는 음식’ 항목에서 설명한 바 있다.

## 슈니첼의 종류
슈니첼(Schnitzel)은 세분화되어 몇 가지의 종류로 나뉘게 되는데, 대표적으로 비너 슈니첼(Wiener Schnitzel), 예거 슈니첼(Jägerschnitzel), 지고이네르 슈니첼(Zigeunerschnitzel) 등이 있다.

### 비너 슈니첼

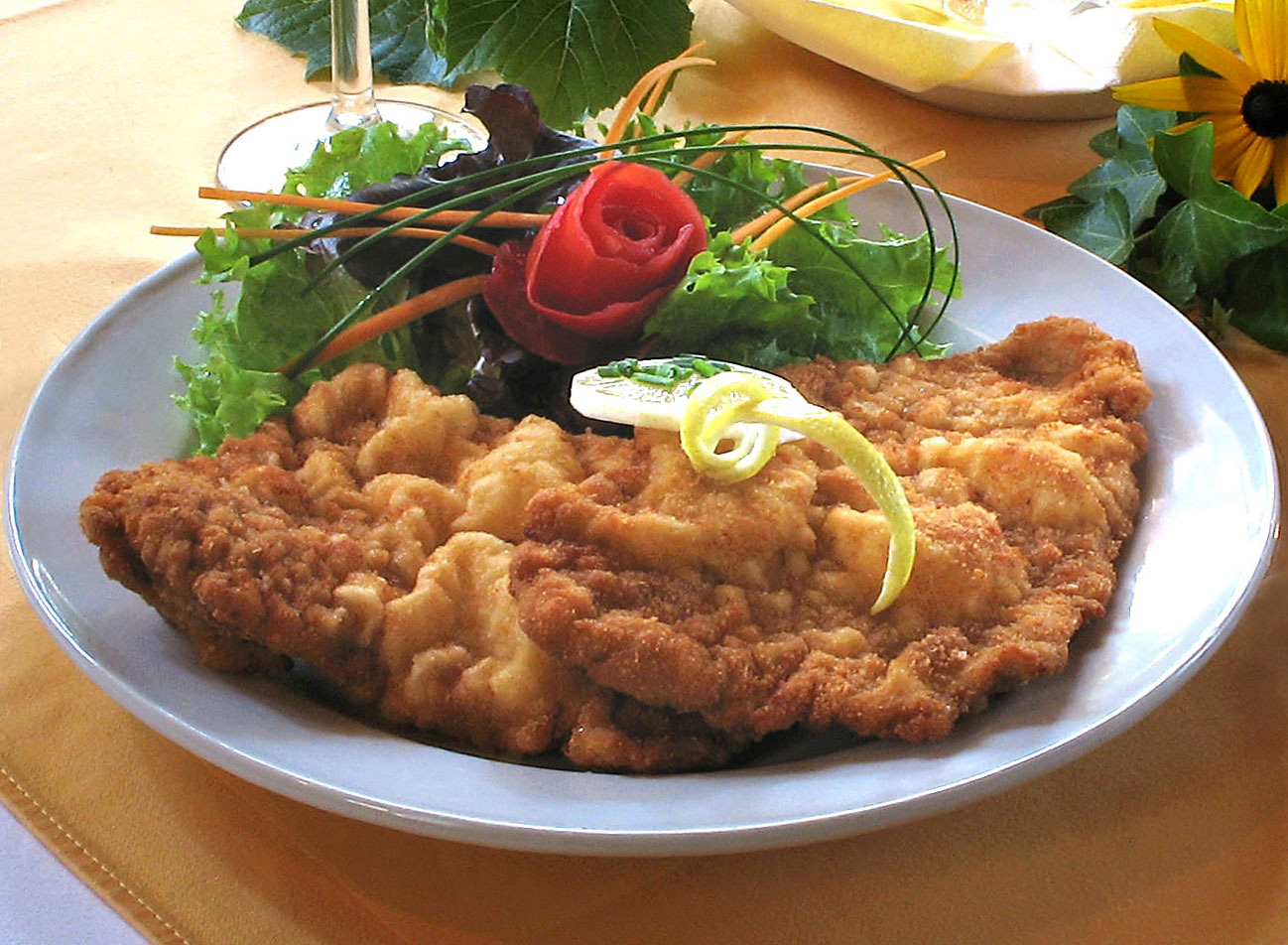
비너 슈니첼

## 나라별 슈니첼

### 독일 / 오스트리아
독일과 오스트리아에서는 기본적인 비너 슈니첼과 예거 슈니첼, 지고이네르 슈니첼 외에 다양한 종류의 슈니첼을 찾아볼 수 있다.
- 뮌헤너 슈니첼(Münchner Schnitzel) : 고기를 튀김옷에 입히기 전에 고추냉이 또는 겨자 소스를 묻혀내어 만드는 슈니첼
- 나투르슈니첼(Naturschnitzel) : 후추와 소금만으로 간을 한 소스없는 슈니첼.
- Rahmschnitzel : 크림 소스를 곁들인 슈니첼.
- Vegetarisches Schnitzel : 고기 대신 콩을 이용하여 만든 고기를 이용한 슈니첼.

### 이탈리아
이탈리아에서는 지역별로 다양한 형태의 코톨레타(Cotoletta)라 부르는 슈니첼의 변형이 있으며, 그 중 밀라노 지방의 코톨레타 알라 밀라네제(Cotoletta alla milanese)가 이탈리아계 이민자의 영향으로 남아메리카 지역 음식에도 영향을 주었다.

### 아르헨티나 / 우루과이
아르헨티나와 우루과이에서는 슈니첼의 변형인 밀라네사라는 음식이 있다.

### 오스트레일리아
쇠고기를 이용한 슈니첼은 오스트레일리아에서도 널리 인기가 높은 요리이다.
오스트레일리아식으로 변형된 슈니첼은 팬 프라잉으로 한번 구워낸 얇은 고기 위에 고명을 얹는 이탈리아 요리 파르미챠나(Parmigiana) 형태를 따랐으며, 슈니첼에 토마토 소스, 치즈, 햄을 올려놓아 오븐에 구워서 만든다.
이런 형태의 슈니첼은 대표적인 펍 메뉴로 인기가 높으며, 여기에 감자 튀김, 샐러드, 베이컨도 곁들인다. 정식 명칭은 parmigiana schnitzels이나 흔히“슈니티(Schnitty)”나 “파르마(Parma)”라고도 불린다.
닭고기를 이용한 슈니첼도 있으며, 종종 샌드위치 바에서 빵 사이에 마요네즈와 양상추와 함께 재료로 활용하기도 한다.

### 포르투갈
포르투갈에는 슈니첼과 유사한 형태로 빵가루를 뭍혔다는 의미의 파나두(panado)라는 요리가 인기가 많으며, 소고기, 돼지고기, 닭고기, 칠면조 고기 등 다양한 종류의 육류로 만든다.

### 헝가리
오스트리아의 영향을 크게 받은 헝가리에서도 비너 슈니첼은 매우 인기가 높다. 곁들이는 재료로 감자 튀김, 매시드 포테이토 및 완두콩 등이 있다. 일부 음식점에서는 코르동 블뢰처럼 치즈와 햄을 넣은 슈니첼을 내놓기도 한다.

### 이란
이란에서도 슈니첼 요리가 알려져 shenitsel (페르시아어: شنیتسل)라는 이름으로 불린다. 이란식 shenitsel은 좀더 두껍고 크며 자극적인 맛이 강하다. 비슷한 이란 요리로 kotlet (페르시아어: کتلت)가 있는데, 이것은 고기와 양파, 감자, 허브를 섞어 튀김으로 만든 작은 타원형 형태의 음식이다.

### 스위스
스위스에서도 슈니첼, 슈니포(Schnipo) 비너 슈니첼(Wienerschnitzel) 라흠슈니첼(Rahmschnitzel) 이 인기가 높다. 슈니포는 슈니첼에 감자튀김을 조합한 음식이다. 코르동 블뢰 형식을 반영하여 슈니첼 두조각 사이에 에멘탈, 그뤼에르 치즈, 슬라이스 햄을 넣어 만든 방식도 널리 인기가 있다.

## 같이 보기
- 돈가스
- 커틀릿
- 코르동 블뢰